# François Dupeyron
François Dupeyron (Tartàs, 14 d'agost de 1950 - 25 de febrer de 2016) va ser un escriptor i director de cinema francès.

## Biografia
És diplomat per l'IDHEC. Va ser cofundador, amb Mireille Abramovici, Jean-Denis Bonan, Richard Copans i Guy-Patrick Sainderichin, del col·lectiu de cinema militant d'extrema esquerra Cinélutte (1973-1976).
Al 62è Festival Internacional de Cinema de Canes de 2009 va rebre el « prix France Culture Cinéma », atorgat a una personalitat cinematogràfica per la qualitat del seu treball o la força del seu compromís. Cinc d'ells l'han rebut: Alain Cavalier (2006), Rithy Panh (2007), Sandrine Bonnaire (2008), François Dupeyron (2009) i Ronit Elkabetz (2010).
Ha estat company de Dominique Faysse, actriu d'algunes de les seves pel·lícules, després editora dels seus llargmetratges des de La Chambre des officiers i coguionista de Drôle d'endroit pour une rencontre.
François Dupeyron també és el guionista de totes les seves pel·lícules, tret de la pel·lícula Trésor de la que en va assumir la direcció després de la mort de Claude Berri.
També és coguionista de tres pel·lícules: amb Nicole Garcia el 1994 per Le Fils préféré, amb Frédéric Auburtin i Gérard Depardieu el 1999 per Un pont entre deux rives, i amb Yves Angelo el 2015 per Au plus près du soleil.
És autor de diverses novel·les, entre les quals Inguélézi (Actes Sud, 2004) i Chacun pour soi, Dieu s'en fout (Editions Léo Scheer, 2009), que va adoptar al cinema el 2013 sota el títol Mon âme par toi guérie.
François Dupeyron va morir arran d'una llarga malaltia el 25 de febrer de 2016 als 65 anys.

## Filmografia

### Director

#### Curtmetratges
- 1978: L'ornière (nominat al César al millor curtmetratge)
- 1982: On est toujours trop bonne
- 1982 : La Dragonne (Grand Prix ex-aequo ambc Au fin porcelet de Roy Lekus al Festival Internacional del Curtmetratge de Clarmont 1983)
- 1984: La Nuit du hibou (César al millor curtmetratge documental)
- 1988: Lamento (César al millor curtmetratge de ficció)
- 1996: L'@mour est à réinventer, episodi : Et alors
- 2002: Pas d'histoire ! Regards sur le racisme au quotidien, episodi : Poitiers, voiture 11

#### Llargmetratges
- 1988: Drôle d'endroit pour une rencontre
- 1991: Un cor que batega
- 1994: La màquina, sobre la novel·la de René Belletto
- 1999: C'est quoi la vie ?
- 2001: La Chambre des officiers
- 2003: Monsieur Ibrahim et les fleurs du Coran
- 2004: Inguélézi
- 2008: Aide-toi, le ciel t'aidera
- 2009: Trésor (succeix Claude Berri a la seva mort)
- 2013: Mon âme par toi guérie (prix du Syndicat français de la critique de cinéma.)

### Guionista
François Dupeyron és guionista de totes les seves pel·lícules, llevat Trésor.
- 1994: Le Fils préféré de Nicole Garcia - coguionista
- 1998: Un pont entre deux rives de Fred Auburtin i Gérard Depardieu - coguionista
- 2015: Au plus près du soleil de Yves Angelo - coguionista, amb el director i Gilles Legrand

## Teatre
- 1976: La Nuit, les clowns d'Yves Heurté, Petit Odéon
- 2009: Conversations à Rechlin, llibret de François Dupeyron, música de Franz Schubert, Robert Schumann, Ernst Wilhelm Wolf, Comédie de Genève

## Publicacions
- Jean qui dort, Fayard, 2002
- Inguélézi, Actes Sud, 2004 ISBN 978-2-7427-5138-9
- Le Grand Soir, Actes Sud, 2006 (réimp. 2009)
  - récit sur Gustave Courbet et la Commune de Paris (1871)
- Chacun pour soi, Dieu s'en fout, Éditions Léo Scheer, 2009
- Où cours-tu Juliette ?, Éditions Léo Scheer, 2010

## Distincions

### Premis
- 1990: Premi de l'Ajuda a la Creació de la Fondation Gan pour le cinéma per Un cor que batega
- Césars 1985: César al millor curtmetratge documental per La Nuit du hibou
- Césars 1989: César al millor curtmetratge de ficció per Lamento
- Festival Internacional de Cinema de Sant Sebastià 1999: Conquilla d'Or per C'est quoi la vie ?

### Nominacions
- Césars 1979: millor curtmetratge de ficció per L'Ornière
- Césars 1989: millor òpera prima per Drôle d'endroit pour une rencontre
- Césars 1989 : millor guió original o adaptació pour Drôle d'endroit pour une rencontre
- Césars 2002: millor pel·lícula per La Chambre des officiers
- Césars 2002 : millor director per La Chambre des officiers
- Césars 2002 : millor guió original o adaptació per La Chambre des officiers